# Walter Lyman Upson
Walter Lyman Upson (* 3. Juli 1877 in Cleveland, Ohio; † 19. Mai 1974 in Litchfield, Connecticut) war ein US-amerikanischer Elektroingenieur und Professor.

## Leben

### Familie und Ausbildung
Der gebürtige Clevelander Walter Lyman Upson, Sohn des Bürgerkriegsveteranen Joseph Edwin Upson (1842–1933) sowie dessen Ehegattin Cornelia Maria Lyman Upson (1846–1936), Absolvent der dortigen University School, schrieb sich im Anschluss an der Princeton University ein, dort graduierte er 1899 zum Bachelor of Science, 1902 erhielt er den Electrical Engineering Degree, 1903 erwarb er den Grad eines Master of Science. Nach zwei Auslandssemestern in den Fachbereichen Physik und Ingenieurswesen am University College in London, wurde ihm 1908 der erste Master of Science Degree in Electrical Engineering der Harvard University verliehen. 
Walter Lyman Upson heiratete am 20. August 1906 die ebenfalls aus Cleveland stammende Anna Leigh Richardson (1877–1967). Dieser Verbindung entstammten die Söhne Joseph Edwin sowie David Richardson. Walter Lyman Upson verstarb im Frühjahr 1974 knapp vor Vollendung seines 97. Lebensjahres in Litchfield im Bundesstaat Connecticut.

### Beruflicher Werdegang
Walter Lyman Upson trat 1904 seine erste Stelle als Instructor in Electrical Engineering an der Princeton University an, 1908 wechselte er als Assistant Professor of Electrical Engineering an die Ohio State University nach Columbus. 1910 übersiedelte er nach Burlington, dort wurde er zum Professor of Electrical Engineering an der University of Vermont bestellt. 1912 folgte er einem Ruf als Assistant Professor of Electrical Engineering ans Union College nach Schenectady im Bundesstaat New York, dort erfolgte 1914 seine Ernennung zum Associate Professor. 1920 nahm er das Angebot für die Professur of Electrical Engineering an der Washington University in St. Louis wahr, zusätzlich wurde ihm die Leitung des Electrical Engineering Departments übertragen, 1938 schied er aus dem Hochschuldienst aus. Walter Lyman Upson war in der Folge als Consulting Engineer der Torrington Manufacturing Company in Torrington, als Vice President der Litchfield Water Company, der Progress, Inc. sowie der Wolcott and Litchfield Lending Library eingesetzt. 
Walter Lyman Upson, Gründer des St. Louis Museum Science and Industry, Fellow der American Association for the Advancement of Science, Mitglied des American Institute of Electrical Engineers, der Sigma Xi sowie der Tau Beta Pi, trat insbesondere als Erfinder von Impellern hervor. 

## Publikationen
- Elementary plates in mechanical drawing / manuscript, 1895-1899, Archivarische Materialien : Englisch
- zusammen mit Ernst Julius Berg: Electrical engineering, first course, McGraw-Hill Book Company, inc., New York [etc.], 1916 (Online)
- Electrical laboratory studies, McGraw-Hill Book Company, inc., New York [etc.], 1931